# 三裂毛茛
三裂毛茛（学名：Ranunculus hirtellus）为毛茛科毛茛属下的一个种。